# Hvězdné datum
Hvězdné datum (ve starších překladech též nepřesně Hvězdný čas, v anglickém originále Stardate) je způsob určování času, používaný ve fiktivním světě Star Treku. Časový údaj, vyjádřený čtyřciferným (pro období klasické série) nebo pěticiferným (pro období Nové generace) číslem zaokrouhleným nejčastěji na jedno, výjimečně na dvě desetinná místa, se odkazuje ke konkrétnímu časovému momentu. Skutečný a přesný převod mezi hvězdným datem a pozemským kalendářem ale v podstatě neexistuje, tvůrci nikdy nezamýšleli, aby odpovídal skutečným datům.

## Vznik hvězdného data
Hvězdné datum bylo poprvé použito hned v prvních epizodách původního Star Treku. Původně však bylo vytvořeno proto, aby evokovalo vzdálenou budoucnost bez uvedení konkrétního data a roku (jinými slovy uvést datum a neříct datum).

## Princip hvězdného data

### TOS
Manuál pro tvoření hvězdných dat pro původní sérii pravil:
| „ | Vyber libovolnou kombinaci čtyř čísel a přidej jedno desetinné místo. Například 1313.5 je poledne jednoho dne a 1314.5 je poledne dne následujícího. Každá desetina hvězdného data vyjadřuje jednu desetinu dne. Postupování hvězdného času v rámci scénáře by měl zůstat konstantní, ale netřeba se zaobírat postupem v jiných scénářích. Hvězdné datum je matematická formule závislá na pozici v galaxii, rychlosti lodi a dalších faktorech, může se tedy různě měnit epizoda od epizody. | “ |

Z tohoto popisu jasně vyplývá, že původní koncept nikdy nepočítal s převodem hvězdného data do skutečných dat, na jaká jsme zvyklí (což napovídá už na začátku zmíněný koncept uvedení data bez konkrétního data). Později bylo stanoveno (na základě časových odkazů v některých epizodách za použití běžné datace), že TOS se odehrává v letech 2266–2269, na níž navázala TAS, odehrávající se v letech 2269–2270 a dokončující tak od první epizody TOS zmiňovanou pětiletou misi. Dále na TOS navázala série šesti klasických filmů (prvních šest Star Trek filmů) zapisující události do roku 2293 (hvězdné datum 9521.6).

### TNG, DS9 & VOY
Při tvorbě nového seriálu v osmdesátých letech, který měl po dvaceti letech obnovit seriálovou tradici Star Treku, muselo zákonitě dojít i ke změně hvězdného data. Seriál byl koncipovaný jako sto let po Kirkově pětileté misi, čili i hvězdné datum muselo za těch sto let výrazně postoupit.
Z původního čtyřciferného čísla se stalo pěticiferné a i tvoření číslice dostalo trošku přesnější pravidla než jen náhodné sestavování číslic, jako v předchozím seriálu. I zde existoval manuál (zde manuál pro druhou sezónu) pro jejich tvoření, který pravil, že:
| „ | Jde o pěticiferné číslo plus jedno desetinné místo. První dvě čísla jsou 42, kde číslo 4 indikuje 24. století, 2 pro druhou sezónu. Zbývající tři číslice jsou libovolné a mohou postupně v průběhu celé sezóny nabývat hodnot 000 až 999. Číslice před desetinnou čárkou reprezentují dny, čísla za desetinnou čárkou reprezentují desetiny dne. | “ |

Pro pátou sezónu TNG manuál praví
| „ | Jde o pěticiferné číslo plus jedna desetina. Příklad: "45254.7". První dvě čísla jsou 45, kde číslo 4 indikuje 24. století, 5 pro pátou sezónu. Zbývající tři číslice jsou libovolné a mohou postupně v průběhu celé sezóny nabývat hodnot 000 až 999. Číslice za desetinnou čárkou reprezentují desetiny dne, tedy 45254.5 pak reprezentuje dvanáctou hodinu 254. dne páté sezóny. Protože hvězdná data ve 24. století jsou založená na komplexní matematické formuli, precizní korelace hvězdného data a pozemského data není možná. | “ |

I zde se odráží koncept datace bez uvedení konkrétního data a opět zde není uvedený žádný převodní systém do pozemského kalendáře. V pozdějších manuálech se dokonce praví, že převod ani není možný. Přesto však později bylo určeno (opět na základě časových odkazů v některých epizodách), že TNG se odehrává v letech 2364–2370. Když se roku 1993 (tedy tvorba šesté řady TNG) začalo s prací na dalším seriálu, DS9, její tvůrci převzali hvězdná data z TNG a protože časově první řada DS9 odpovídala šesté řadě TNG, počítali hvězdné datum pro DS9 od 46000.0. Stejným způsobem, když se začalo s prací na seriálu VOY, i zde kontinuálně pokračovali v hvězdném datu pro tento seriál od 48000.0. Příběh VOY skončil roku 2378 při hvězdném datu 54973.4.

### ENT
V seriálu Star Trek: Enterprise se hvězdného data běžně nepoužívá (Země na princip hvězdného data v čase seriálu, tedy 100 let před TOS, ještě nepřistoupila), třebaže se posádka lodi setkává s rasami, které jej znají a používají. V epizodě Damage dostanou zprávu od rasy Xindi, která v sobě obsahuje sekvenci čísel, kterou nakonec T'Pol identifikuje jako hvězdné datum a převede do pozemského kalendáře.

### Star Trek 2009
V nejnovějším filmu Star Trek 2009 (označovaný též jako Star Trek XI) je použit systém hvězdných dat zcela nezávislý na všem, co o nich dosud bylo vytvořeno. Hvězdné datum v tomto filmu není nic jiného než rok a den. Hvězdné datum 2258.42 by mělo odpovídat 42. dni roku 2258. Tato skutečnost je naprosto očividná, když starší Spock zmíní, že přicestoval ze 129 let vzdálené budoucnosti, pro niž určí hvězdné datum 2387 (tedy hvězdné datum o 129 jednotek vyšší).
Tím je implicitně řečeno, že jedna jednotka hvězdného data odpovídá jednomu kalendářnímu roku, což je v přímém rozporu se vším, co dosud o hvězdném datu platilo ve všech předchozích seriálech a filmech. Pro porovnání, podle výše uvedených schémat pro TNG - VOY by roku 2387 odpovídalo pěticiferné hvězdné datum začínající na 64.
Paradoxně se tak hvězdné datum stalo tím, co bylo předtím vždy označováno za chybný výklad hvězdného data.

## Přepočítávání hvězdného data
Díky tomu, že tvůrci TNG pro hvězdné datum určili přesný význam prvních dvou cifer, tím usnadnili pozdější určení přesnějších převodů do běžného kalendáře. Především druhá cifra, která byla původně vysvětlována jako číslo sezóny TNG, dala to hlavní vodítko. Dá se z toho totiž vysledovat (a tento přepočet hvězdného data je také často používán), že jeden rok představuje v hvězdném datu 1000 jednotek.
Tento přepočet je však neoficiální, byť je mezi fanoušky všeobecně přijímán. Výsledek těchto přepočtů se ale jeví v přímém rozporu se všemi oficiálními manuály, které pravily, že desetinná čísla vyjadřují desetiny dne. Podle těchto pozdějších výpočtů jeden den odpovídá přibližně 2,738 jednotek hvězdného data.
Další rozpor v hvězdných datech vyvstává při určování výchozího data, kdy hvězdné datum 0.0 připadá na rok 2323 (konkrétně stanoven na 1.1. 2323 00:00:00). Tedy 60 let po TOS. Bývá to vysvětlováno jako reforma v počítání hvězdného data, nicméně toto vysvětlení není dokonalé a navíc to nechává nevyřešenou otázku, na jakém principu tedy fungovalo hvězdné datum TOS, TAS a prvních šesti filmů.
Úskalí pro výpočet hvězdného data spočívá v zaokrouhlení (den = 2,738 vs. 2,737 869 527), jaká se během výpočtu provedou a která pak mohou mít na výslednou hodnotu značný vliv.
Další úskalí pro výpočet hvězdného data je samotná délka roku. Patrně první odpověď na tuto otázku, která každého napadne, je 365 dní. Každé čtyři roky ale máme přestupný rok (tedy 365,25) který je však každých 100 let vynechán a každých 400 let přidán (365,2425). Ani toto číslo však není konečné, protože pro určení délky roku existuje několik různých měřítek:
- Siderický rok (též hvězdný rok) je doba, za kterou oběhne Země kolem Slunce vzhledem ke vzdáleným hvězdám.
365,256 363 051 dne (365d 6h 09min 09s)
- Tropický rok je doba mezi dvěma průchody Slunce jarním bodem. Je to taky perioda se kterou se střídají roční období a jeho délka je tedy důležitá pro tvorbu kalendáře.
365,242 189 670 dne (365d 5h 48min 45s)
- Anomalistický rok je doba, která uplyne mezi dvěma průchody Země přísluním (perihéliem).
365,259 635 864 dne (365d 6h 13min 52s)

Klíčová otázka pro přepočet hvězdného data tedy spočívá ve stanovení délky roku a v použitém zaokrouhlování. Ačkoliv tedy pro všechny kalkulátory hvězdného data, které jsou k nalezení na internetu (ať již jako online aplikace či programy ke stažení) je výchozím hvězdným datem 0.0 datum 1.1. 2323 00:00:00 (platí pro všechny čtyři použité vzorové kalkulátory), přesto se ve svých výsledcích mohou lišit. Zde jako příklad několik různých výsledku pro 1.7. 2009 00:00:00 UTC:
- -314496.0
- -314496.04
- -313710.0
- -313504.11

První dva však mají chybné výsledky. Od výchozího data 0.0 je ke vzorovému datu přibližně 313,5 roku a tedy i hvězdné datum pro daný den by se mělo pohybovat kolem hodnoty -313500.0, což však splňují pouze druhá dvě data. I ta se ale od sebe liší a při použití den=2,738 se od sebe liší 75,2 dne, tedy rozdíl víc než dva měsíce.
Opět jsme tedy postaveni před skutečnost, že převádění hvězdného data do reálného data a naopak, je při nejlepší vůli velmi obtížné. A vzhledem k tomu, že se jedná o fiktivní počítání času, prakticky nemožné.

### Některé kalkulátory
- (anglicky)Star Trek Stardate Calculator
- (anglicky)Stardate Calculator Archivováno 31. 5. 2009 na Wayback Machine.